# لورينا نافارو

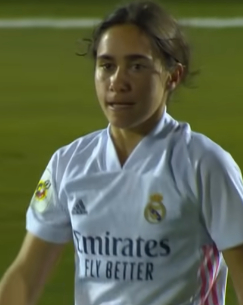
نافارو ضمن فريق ريال مدريد 2021

لورينا نافارو دومينغيز ( مدريد 11 نوفمبر 2000)  هو لاعب كرة قدم إسباني يلعب كمهاجم لفريق ريال سوسيداد لكرة القدم في دوري الدرجة الأولى الإسباني. وهي لاعبة دولية مع المنتخب الإسباني تحت 19 سنة.

## النشاط الرياضي
بدأت اللعب في سن مبكرة جدًا ممارسة كرة القدم بفضل عائلتها وخاصة شقيقها كارلوس،  الذي قدمتها في سن الثالثة للمنافسة ضمن الفريق، حيث كانت الأصغر بين المجموعة. ونتيجة لذلك طور بسرعة قدرات رائعة من المهارة والمراوغة والسرعة والتهديف.
بعد انتقالها إلى صفوف سنترو ديبورتيفو فاليكاس، أصبحت ضمن نادي مدريد لكرة القدم للسيدات في عام 2014، حيث تناوبت بين الفريق الأول وفريق الشابات. في موسمها الأول في دوري الدرجة الثانية الإسباني، فازت هي مع فريقها بالبطولة، مما سمح لهم بالمنافسة في مرحلة الصعود إلى الدوري الإسباني لكرة القدم للسيدات. على الرغم من الموسم الجيد الذي قدموه، إلا أنهم لم يتمكنوا من تجاوز الدور الأول من ربع النهائي ضد أويارتزون كيرول إلكارتيا، النادي الذي تغلب على العجز 4-2 في مباراة الذهاب ليفوز عليهم 6-4 في مجموع المباراتين. في الموسم التالي، أنهوا المركز الثاني، ولكن نظرًا لاستحالة ترقية نادي أتلتيكو مدريد "ب"، فقد تمكنوا من المنافسة مرة أخرى في مرحلة خروج المغلوب، حيث تم إقصائهم مرة أخرى في نفس المرحلة من قبل Unión Deportiva Tacuense..
بعد الخسارات الرياضية السابقتين، قررت الانضمام إلى صفوف نادي ديبورتيفو تاكون، أكبر منافسيه. كان هذا هو الموسم الأول للنادي في هذه الفئة وتمكنوا من احتلال المركز الثاني خلف فريقهم السابق. لم يكن الأمر كذلك حتى موسم 2017-18 عندما أتيحت له مرة أخرى فرصة جديدة للعب في أعلى فئة في إسبانيا بعد أن أنهى فريقه الموسم العادي كأبطال. بعد التخلص من Club Esportiu Seagull في الدور نصف النهائي، خسروا في النهائي أمام مدارس Logroño لكرة القدم بنتيجة 3-2 في مجموع المباراتين. بعد أن أظهروا أنفسهم على أنهم النادي الأكثر ثباتًا في الموسم الجديد، تم إعلانهم مرة أخرى أبطالًا للمجموعة ودخلوا مرحلة الصعود. حيث تخلصوا من نادي سرقسطة لكرة القدم ونادي سانتا تيريزا ديبورتيفو، وهما الناديان اللذان تنافسا للتو في الفئة الأولى. تم تغيير التأخر 1-0 في مباراة الذهاب ضد إكستريمادوران بهدفين من جيسيكا مارتينيز لتصبح النتيجة الإجمالية 2-1 مما منحها هذه المرة اصعود إلى فريق مدريد ولورينا، مما سمح لها بتحقيق حلمها. متابعتها منذ بدايتها.
في أول ظهور لها في الفئة الأولى، كان أداءها الجيد منتظمًا وأنهت الموسم الأول في النخبة الإسبانية بعشرين مباراة سجلت فيها 3 أهداف وقدمت تمريرتين حاسمتين، وتم اختيارها من بين المتأهلين للتصفيات النهائية في مركزها في مسابقة كرة القدم. الذي يكافئ أفضل لاعبي كرة القدم الشباب لهذا الموسم.
أدى تطورها إلى إعلان نادي ريال مدريد لكرة القدم عن عقده للموسم 2020-21 في 13 يوليو 2020 بسبب أدائه المتميز خلال العام الماضي. الفريق، الذي ظهر لأول مرة في هذه الفئة بعد تأسيسه في بداية نفس الشهر من خلال الاندماج عن طريق الاستحواذ على Club Deportivo TACON، قام بالمراهنة الرياضية قوي على اللاعبين الوطنيين ذوي التوقعات الكبيرة الذين سيحددون مستقبله بينهم. كانت أول مباراة لهم في 4 أكتوبر في مدينة ريال مدريد الرياضية ضد البطل الحالي نادي برشلونة للسيدات، حيث كانت الخبرة والتدريب الأكبر لبرشلونة تعني أن المباراة انتهت بنتيجة 0-4 ضد وبعد دخول الملعب بديلة لكوسوفاري أسلاني في الدقائق الأخيرة. في 13 يونيو 2023، تم الإعلان عنها كلاعبة جديدة لنادي ريال سوسيداد لكرة القدم.

## الاختيار
بصفتها بطلة إسبانية مع فريق مدريد، ظهرت لورينا لأول مرة مع المنتخب الإسباني تحت 17 عام في 25 يونيو 2015 في الفوز 4-0 على ألمانيا، وهي مباراة تقابل المرحلة النهائية من بطولة أوروبا في أيسلندا والتي انتهت إسبانيا بالفوز بها. وفي المباراة النهائية المذكورة، سجلت لورينا في المباراة النهائية بنتيجة 5-2 ضد المنتخب السويسري. وبعد مرحلة تأهيلية جديدة، تمكن فريقه من التأهل إلى النسخة المقبلة في بيلاروسيا. فشلوا في البطولة في إعادة الحصول على اللقب الذي دافعوا عنه كأبطال حاليين بعد خسارتهم ركلات الترجيح في المباراة النهائية ضد ألمانيا. كانت لورينا هدافة البطولة برصيد خمسة أهداف،  بفارق هدفين فقط عن الثمانية التي سجلتها الألمانية كيرا مالينوفسكي ‏ كأفضل تسجيل في تاريخ المراحل النهائية من بطولة أوروبا.
وبهدف التعويض، حضروا الحدث مرة أخرى، في جمهورية التشيك، وأعطاهم القدر نسخة كربونية من الموسم السابق. نهائي جديد أمام ألمانيا وهزيمة جديدة بركلات الترجيح. على الرغم من ذلك، فقد حقق المركز الثاني في رقمه القياسي بعد الإنجاز الذي حققه في كأس العالم تحت 17 سنة.
أقيمت كأس العالم للسيدات تحت 17 سنة لكرة القدم 2016 في الاردن. ظهرت إسبانيا لأول مرة في 30 سبتمبر ضد منتخب الأردن للسيدات وسجلت لورينا، التي كانت تظهر لأول مرة في إحدى فعاليات كأس العالم خمسة أهداف. ورغم أدائها الجيد في دور المجموعات، إلا أن مدربها لم يعول عليها في مباريات مرحلة خروج المغلوب. وبعد فوزه على ألمانيا في الدور ربع النهائي، وخسارة إسبانيا في الدور قبل النهائي أمام اليابان. في المباراة الحاسمة لتحديد المركز الثالث، لعبت منذ البداية، وكانت سبب الفوز 0-4 على فنزويلا بتسجيلها ثلاثة أهداف. بعد خمس مباريات حصلت على الحذاء الذهبي كهدافة للبطولة بعد تسجيلها ثمانية أهداف .
أنهت مرحلتها تحت 17 عامًا بإجمالي 25 هدفًا في 24 مباراة، لتصبح الهداف التاريخي لفريق الشابات.
في 25 أكتوبر 2017، تمت نقلها إلى فئة تحت 19 عامًا، حيث لعب مع فريقها ثلاث مباريات في المرحلة التأهيلية لبطولة أوروبا تحت 19 عامًا في سويسرا 2018 ‏. على الرغم من أنه لم تكن جزء من الفريق النهائي للبطولة التي انتهت إسبانيا بالفوز بها،  وبالتالي إعادة تأكيد اللقب،  شاركت بشكل غير مباشر في لقب جديد لاسبانيا.
في 21 أكتوبر 2021، شاركت لأول مرة مع منتخب تحت 23 عامًا في الفوز 1-4 على إيطاليا بعد استبدال إنما جابارو في دقيقة 68. وكانت أيضًا العرض الأول للفئة الإسبانية المذكورة أعلاه، والتي كانت تُعرف حتى ذلك الحين باسم Absoluta Promesas، في إطار إعادة هيكلة الدورات التدريبية للسيدات الإسبانيات، والتي تضمنت أيضًا فئة أقل من 15 عامًا. تم تدريب فريق تحت 23 عامًا (المعروف باسم "الأولمبي" في كرة القدم للرجال) من قبل اللاعب الدولي السابق لورا ديل ريو.

## الأندية
| النادي                    | الدولة  | السنة       |
| ------------------------- | ------- | ----------- |
| Centro Deportivo Vallecas | إسبانيا | عشرين؟؟ -14 |
| ريال مدريد للسيدات        | إسبانيا | 2014-16     |
| نادي تاكو الرياضي         | إسبانيا | 2016-20     |
| نادي ريال مدريد           | إسبانيا | 2020-23     |
| Real Sociedad             | إسبانيا | 2023-الان.  |

## بالماريس

### الأندية
- 3 دوري الدرجة الثانية الإسباني: 2014–15، 2017–18، 2018–19.
  - المركز الثاني: 2015–16، 2016–17.

### الاختيار في المنتخبات للفئات
- 1 أوروبا تحت 17 سنة: 2014–15.[18]
  - المركز الثاني: 2015–16، 2016–17.[19][23]
  - 1 الحذاء الذهبي: 2015–16.
- 1 الميدالية البرونزية: كأس العالم تحت 17 سنة 2016.[34]
  - 1 الحذاء الذهبي: 2016.

## الروابط الخارجية
- لورينا نافارو على موقع AupaAthletic.com
- لورينا نافارو – سجل منافسات اليويفا
- لورينا نافارو – سجل منافسات الفيفا
- لورينا نافارو  على سكروي